# Сања Лазаревић Радак
Сања Лазаревић Радак (Београд, 1978) српски је етнолог и антрополог, научни сарадник Балканолошког института САНУ у Београду.

## Биографија
Oсновну и средњу школу завршила је у Панчеву, 1997. године уписала је студије етнологије и антропологије на Филозофском факултету у Београду, где је дипломирала 2002. године. Исте године, на истом факултету, уписала је магистарске студије на Катедри за интердисциплинарне постдипломске студије антропологије. Магистрирала је 2006. године на теми „Интердисциплинарни приступ ауторитарности: политичка димензија и могуће синтезе“. Докторирала је 2010. године одбранивши тезу „Представе о Србији у енглеским и америчким путописима између два светска рата“.
У периоду 2004-2006. године сарађивала је у извођењу наставе на предметима Антрополошке теорије и Антропологија друштва, на Одељењу за етнологију и антропологију Филозофског факултета у Београду. Од јануара 2007. године запослена је у Балканолошком институту САНУ, на пројекту „Дунав и Балкан: културно-историјско наслеђе“. Поље њеног истраживачког интересовања обухвата популарну културу, имагологију, критику колонијалног дискурса, књижевну и филмску критику.
Од 2021. године је Научни саветник у Институту за политичке студије у Београду.
Осим учешћа на научним скуповима и одржавања јавних предавања, објавила је бројне научне и стручне радове у земљи и иностранству.
Бави се књижевном и филмском критиком и превођењем.

## Дела
- На границама Оријента, Мали Немо, Панчево, 2011,  183305740
- Откривање Балкана, Мали Немо, 2013,  198174476
- Невидљиви Балкан: прилог историји постколонијалних географија, Мали Немо, Панчево, 2014,  209474572
- Филм у политичком контексту: О југословенском и српском филму, Мали Немо, Панчево 2016.  225692172
- Југословенски филм и криза социјализма, Мали Немо, Панчево, 2019.  281236492